# Bosc-Roger-sur-Buchy
Bosc-Roger-sur-Buchy – miejscowość i gmina we Francji, w regionie Normandia, w departamencie Sekwana Nadmorska. W 2013 roku populacja gminy wynosiła 752 mieszkańców. 
1 stycznia 2017 roku połączono dwie wcześniejsze gminy: Bosc-Roger-sur-Buchy, Buchy oraz Estouteville-Écalles. Siedzibą nowej gminy została miejscowość Buchy, a gmina przyjęła jej nazwę. 